# Henri Beylie
Félix Camille Beaulieu, dit Henri Beylie, né le 30 novembre 1870 à Paris, où il est mort le 8 mars 1944, est un comptable, antimilitariste, anarchiste individualiste naturien puis communiste libertaire.

## Biographie
Fils de Louis Charles Anselme Beaulieu, employé, et de Jeanne Beylie, couturière.
En 1895 à Paris, il est cofondateur avec Henri Zisly et Émile Gravelle de la revue mensuelle du mouvement naturien La Nouvelle Humanité.
On trouve son nom au sommaire du premier numéro du journal Le Naturien daté du 1er mars 1898, mais c'est sa seule participation à ce journal.
En mai 1902, il est de ceux qui, avec Georges Butaud et Sophia Zaïkowska, Henri Zisly, Émile Armand, Marie Kugel, Henri Prost, Georges Deherme et Paraf-Javal, sont à l'origine de la création d'un milieu libre en France. Le projet se réalise en 1903, à Vaux, un hameau de la commune d'Essômes-sur-Marne, dans l'Aisne, à quelques kilomètres de Château-Thierry.
En 1902, il est à l'origine avec Georges Yvetot et Albert Libertad de la Ligue antimilitariste.
Il participe aux Congrès anarchistes internationaux en 1904 (Congrès antimilitariste d’Amsterdam) et 1907 (Congrès anarchiste international d'Amsterdam).
Inscrit au Carnet B, il est mobilisé pendant la Première Guerre mondiale au 14e régiment d’infanterie territoriale.
Après la guerre, il participe au premier congrès anarchiste qui se tint à Paris les 14 et 15 novembre 1920. Au quatrième congrès, 12 et 13 août 1923, qui se tient à Paris également, il est élu au conseil d’administration du quotidien Le Libertaire auquel il collabore.
En 1935, il est secrétaire du Comité de défense nationale qui secourt les prisonniers politiques.

## Commentaire
En 1944, à sa mort, Henri Zisly adresse une brève nécrologie au journal L'Atelier, qui la publie dans son numéro du 18 mars. Zisly la découpe et la place dans un volume de coupures de presse tel qu'il en fabriquait (celui-ci a pour thème : Anarchisme et syndicalisme libertaire, 1901-1939. Documents sur le syndicalisme national, 1944) assorti de ce commentaire manuscrit : « Épilogue d'une double propagande libertaire, de 1894 à 1939 : lancement de brochures et feuillets, rédaction d'articles pour la presse française et étrangère, manifestations, réunions, meetings, causeries, Milieu libre de Vaux (Aisne), Comité de défense nationale, etc. ».

## Textes
- La Conception libertaire naturienne, en collaboration avec Zisly, 1901.
- Rapport sur le mouvement naturien, en collaboration avec Zisly, 1901.
- Le Militarisme. Ses causes, ses conséquences, les moyens de le combattre, Lyon, Groupe Germinal, 1903, (BNF 31812856).
- Collectif, Communautés, naturiens, végétariens, végétaliens et crudivégétaliens dans le mouvement anarchiste français, Brignoles, Invariance, 1994, sommaire.

## Notices
- Dictionnaire des anarchistes, « Le Maitron » : notice biographique.
- L'Éphéméride anarchiste : notice biographique.
- Dictionnaire international des militants anarchistes : notice biographique.
- René Bianco, 100 ans de presse anarchiste : notice.
- Catalogue général des éditions et collections anarchistes francophones : notice bibliographique.
- (ca) Estel Negre : notice biographique.